# Jean-Luc Moner-Banet
Pour les articles homonymes, voir Moner.
Jean-Luc Moner-Banet, né le 14 mars 1964 à Pontarlier, est un programmeur franco-suisse. Il est directeur général de la Loterie Romande, en Suisse depuis 2007.

## Biographie
Jean-Luc Moner-Banet naît le 14 mars 1964 à Pontarlier, dans le département du Doubs. Ses parents sont originaires de Catalogne. Il a une soeur aînée et un frère cadet. Leur père exerce un temps la fonction de maire de leur village près de Besançon. Leur mère s'occupe du foyer.
Après un diplôme de programmeur sur micro-ordinateur obtenu en 1983 à Besançon, il est engagé au Locle par une entreprise active dans les machines outils, puis en 1989 pour une entreprise fabriquant des automates à billets de loterie.
Il a fondé et présidé l’Association pour la conservation du monastère chartreux de la Valsainte, près de Charmey (Gruyère),,.
Divorcé à deux reprises, il est marié et père de trois enfants. De nationalité française, il se fait naturaliser suisse.

### Loterie Romande
Il rejoint la Loterie Romande en 1998. Il y est chargé de développer le Tactilo, la première loterie électronique d'Europe.  
Il devient le directeur général adjoint  de la Loterie Romande en 2001. En 2006, après avoir obtenu un Master of Public Administration (MPA) à l’IDHEAP de l'Université de Lausanne, il intègre l'entreprise GTech en tant que directeur du développement pour l'Europe.  
Le 1er janvier 2007, il est nommé directeur général de la Loterie Romande. Spécialiste des paris sportifs notamment, il développe au cours de son mandat l'informatisation du PMU romand, ainsi que les jeux de loterie électronique et la digitalisation de l'entreprise. Sous son impulsion, la Suisse rejoint la communauté Euro Millions. Il mène la Loterie Romande dans le développement d’une offre numérique, concrétisée notamment par le lancement de sa plateforme de jeux en ligne en 2010 et de sa première application de jeu sur smartphone en 2011. Il travaille également à la modernisation de l’offre de paris sportifs. La marque JOUEZSPORT sera créée en 2018.  
C’est également sous l’impulsion de Jean-Luc Moner-Banet que la Loterie Romande développe, en 2021, un partenariat avec le casino Barrière de Montreux qui mènera à l’inauguration, début 2022, d’un espace destiné aux paris sportifs et aux jeux de loterie au sein du casino .  
Le mandat de Jean-Luc Moner-Banet est marqué par un remaniement complet du cadre législatif régissant le marché des jeux d’argent en Suisse (nouvelle loi fédérale sur les jeux d'argent, acceptée en votation populaire le 10 juin 2018 et entrée en vigueur en 2019).

### Associations internationales
Jean-Luc Moner-Banet est membre du Comité stratégique de l'association des Loteries européennes (European Lotteries) de 2007 à 2009, puis du Comité exécutif de 2009 à 2012, dont il est à nouveau membre depuis 2021. Il est également président du Comité des sports. 
Membre du Comité exécutif de l’association mondiale des loteries (WLA - World Lottery Association) depuis 2008, il est élu à l’unanimité à sa présidence en septembre 2012 pour un mandat de deux ans, puis réélu en 2014 et 2016,. Ayant atteint la limite statutaire du nombre de mandats, il quitte la présidence de la WLA en 2018 et devient président du Comité des paris sportifs et de l’intégrité.

### Autres fonctions
Jean-Luc Moner-Banet est membre du Conseil de Fondation d’Ombudscom depuis 2019[réf. nécessaire]. Cet organe de conciliation sert d’intermédiaire entre les clients et les fournisseurs de services de télécommunications dans les cas de litiges de droit civil.

## Distinctions
Reconnaissant l’importance du travail de Jean-Luc Moner-Banet ainsi que son engagement dans la promotion de l’intégrité et de l’excellence dans le domaine des loteries, les membres du panthéon de l’industrie des loteries l’ont intronisé en 2013 au sein du Lottery Industry Hall of Fame.